# VI b ex-Bade
Les VI b sont des locomotives-tender de disposition d'essieux 131T (prairie) utilisées en Allemagne ainsi qu'en Belgique où cinq exemplaires ont été reçus au titre des réparations de guerre faisant suite à l'armistice de 1918. Elles appartiennent à une série de 131 locomotives assemblées entre 1900 et 1923 pour les Chemins de fer du grand-duché de Bade. Elles font suite aux deux VI a badoises de disposition 130T (mogul) dont elles se distinguent par leur essieu porteur arrière.

## Histoire
À la fin du XIXe siècle, les Chemins de fer de l'État de Bade utilisait des locomotives à deux essieux moteurs pour la traction des trains omnibus. À la même époque, la compagnie était à la recherche d'une locomotive qui remplacerait les 030T série IX a à crémaillère utilisées sur la ligne "Höllentalbahn (de)" (ligne du Val d'Enfer) où une section de 6,5 km est en rampe de 5,5 ‰. La nouvelle locomotive devait se passer de crémaillère et posséder des roues motrices plus grandes afin de rouler à vitesses plus élevées sur les portions moins pentues de la ligne ; les IX a et leurs successeures étant dès lors seulement utilisées en pousse sur la rampe à 5.5 pour mille.
Se basant sur le récent succès de la Val d'Enfer (de) des Chemins de fer de l’État autrichien, le réseau badois commande au constructeur munichois quinze locomotives de disposition d'essieux similaire (131T) livrées à partir de 1900. Le diamètre des roues et certains éléments étant quant à eux repris sur les deux VI a badoises construites simultanément par la Maschinenbau-Gesellschaft Karlsruhe. Les essais en ligne montrent des performances très satisfaisantes qui permettent à la fois de circuler sur la difficile ligne du Val d'Enfer mais aussi sur le reste du réseau badois, faisant ainsi face à l'accroissement du poids des trains. Les VI a handicapées par l'absence d'essieu arrière, dégradant les performances lors de trajets effectués cabine en avant, ne seront quant à elles pas reconduites mais c'est l'usine de Karlsruhe qui sera chargée de la construction du reste des VI b avec quelques variations entre les lots portant principalement sur le nombre de tubes dans la chaudière. En 1908, 131 exemplaires sont en service lorsque cesse la première vague de mises en service. 42 machines supplémentaires seront construites par MBG-Karlsruhe de 1921 à 1923.
La puissance et la vitesse des VI b laissant à désirer avec le temps, la Compagnie met à l'étude un nouveau modèle destiné en priorité aux lignes difficiles à fort trafic. De disposition 131T mais avec des essieux moteurs de 1 600 mm contre 1 480, les premières VI c badoises sont mises en service en 1914, totalisant en tout 135 exemplaires construits par Karlsruhe et Jung jusqu'en 1921.
Les Chemins de fer d'Allemagne Deutsche Reichsbahn nés en 1920 par la fusion des grandes compagnies renumérote en 1923 les VI b dans la série 75.1-3 avec des numéros compris entre 75 101 et 302.
L'arrivée des VI c puis d'autres modèles unifiés en tête de trains sans cesse plus lourds relègue les VI b vers des services secondaires. Les premières mises hors-service surviennent au début des années 1930. Cinq d'entre elles sont vendues de 1933 à 1937 au Kreis Oldenburger Eisenbahn et un exemplaire supplémentaire est racheté en 1938 par le Hohenzollerische Landesbahn, une autre compagnie d'intérêt local.
Au lendemain de la Seconde guerre, 117 locomotives se retrouvent en Allemagne de l'Ouest (DB). La dernière est radiée en 1962. En Allemagne de l'Est, les VI b d'origine badoise seront rayées des effectifs au plus tard en 1965.

## Carrière
Après la Première guerre, cinq locomotives sont attribuées à la Belgique aux côtés de treize VI c et d'une VI a. Les Chemins de fer de l’État belge se réservent ces deux séries (qui seront rapidement retirées de la circulation ; les VI c étant vendues au réseau luxembourgeois Prince-Henri) tandis que les VI b échoient à la Compagnie du Nord - Belge au titre des réparations de guerre pour le matériel perdu et les dommages à l'infrastructure.

### Nord-Belge
Numérotées 81 à 85, elles sont majoritairement utilisées entre Liège et Namur sur des trains omnibus lourds à arrêts fréquents jusqu'à la nationalisation du Nord-Belge en 1940, remorquant des voitures ex-Prusse à portières latérales. Leur dépôt d'attache est celui de Kinkempois (Liège).

### SNCB
En 1940, elles sont renumérotées dans le type 49 et déménagent pour le dépôt de Statte (à la sortie de Huy). La SNCB les affecte ensuite au dépôt de Visé où elles assurent des trains vers Liège jusqu'à leur réforme en été 1948.